# Чемпіонат світу з трекових велоперегонів 1986
Чемпіонат світу з трекових велоперегонів 1986 проходив в серпні 1986 року в місті Колорадо-Спрінгз, США. Усього на чемпіонаті розіграли 14 комплектів нагород — 12 у чоловіків та 2 у жінок.

## Медалісти

### Чоловіки
Професіонали
| Дисципліна                         | Золото         | Срібло             | Бронза           |
| Спринт                             | Накано Коїчі   | Мацуі Хідеюкі      | Тавара Нобуюкі   |
| Індивідуальна гонка переслідування | Ентоні Дойл    | Ханс-Хенрік Ерстед | Єспер Ворре      |
| Кейрін                             | Мішель Ваартен | Дітер Ґібкен       | Урс Фройлер      |
| Гонка за очками                    | Урс Фройлер    | Мішель Ваартен     | Стефано Аллочіо  |
| Гонка за лідером                   | Бруно Вічіно   | Констант Турне     | Джованні Реносто |

Аматори
| Дисципліна                         | Золото                                                               | Срібло                                                      | Бронза                                                                  |
| Спринт                             | Міхаель Хюбнер                                                       | Лютц Хессліх                                                | Ральф-Ґвідо Куші                                                        |
| Гіт на 1000 м                      | Майц Мальхов                                                         | Мартін Віннікомб                                            | Єнс Ґлюкліх                                                             |
| Індивідуальна гонка переслідування | В'ячеслав Єкімов                                                     | Гінтаутас Умарас                                            | Дін Вудс                                                                |
| Командна гонка переслідування      | Чехословаччина Павел Соукуп Алеш Трчка Сватоплук Бухта Теодор Черний | НДР Штеффен Блохвітц Дірк Майєр Бернд Діттерт Роланд Хенніг | СРСР В'ячеслав Єкімов Олександр Краснов Віктор Манаков Гінтаутас Умарас |
| Спринт на тандемах                 | Чехословаччина Вітєзслав Воборжіл Роман Ржегоунек                    | США Кіт Кайл Девід Ліндсі                                   | Італія Андреа Фачіні Роберто Нікотті                                    |
| Гонка за лідером                   | Маріо Джентілі                                                       | Луїджи Біеллі                                               | Роланд Кьонгсхофер                                                      |
| Гонка за очками                    | Ден Фрост                                                            | Олаф Людвіг                                                 | Леонард Нітц                                                            |

### Жінки
| Дисципліна                         | Золото             | Срібло        | Бронза           |
| Спринт                             | Кріста Ротенбургер | Еріка Салумяе | Конні Параскевін |
| Індивідуальна гонка переслідування | Жанні Лонго        | Ребекка Твіґ  | Барбара Ґанц     |

## Загальний медальний залік
| Місце  | Країна          | Золото | Срібло | Бронза | Загалом |
| ------ | --------------- | ------ | ------ | ------ | ------- |
| 1      | НДР             | 3      | 3      | 2      | 8       |
| 2      | Італія          | 2      | 1      | 3      | 6       |
| 3      | Чехословаччина  | 2      |        |        | 2       |
| 4      | СРСР            | 1      | 2      | 1      | 4       |
| 5      | Бельгія         | 1      | 2      |        | 3       |
| 6      | Японія          | 1      | 1      | 1      | 3       |
| 6      | Данія           | 1      | 1      | 1      | 3       |
| 8      | Швейцарія       | 1      |        | 2      | 3       |
| 9      | Велика Британія | 1      |        |        | 1       |
| 9      | Франція         | 1      |        |        | 1       |
| 11     | США             |        | 2      | 2      | 4       |
| 12     | Австралія       |        | 1      | 1      | 2       |
| 13     | ФРН             |        | 1      |        | 1       |
| 14     | Австрія         |        |        | 1      | 1       |
| Всього | Всього          | 14     | 14     | 14     | 42      |